# Rhodostrophia similata
Rhodostrophia similata är en fjärilsart som beskrevs av Moore 1888. Rhodostrophia similata ingår i släktet Rhodostrophia och familjen mätare. Inga underarter finns listade.